# Nírnaeth Arnoediad
Batailles du Beleriand
Batailles
Batailles du Beleriand
- Première bataille (1497 A.A.)
- Dagor-nuin-Giliath
- Dagor Aglareb (60)
- Dagor Bragollach (455)
- Nírnaeth Arnoediad (472)
- Nargothrond (495)
- Second Massacre fratricide (506-507)
- Gondolin (510)
- Guerre de la Grande Colère

La bataille des Larmes Innombrables, en langue elfique (Dagor) Nírnaeth Arnoediad (en anglais, Battle of Unnumbered Tears), est une bataille fictive du légendaire de l'écrivain britannique J. R. R. Tolkien.
Elle est rapportée dans trois ouvrages, tous posthumes, Le Silmarillion (1977), Les Enfants de Húrin (2007), ainsi que dans le 11e tome de l'Histoire de la Terre du Milieu : The War of the Jewels (1994, non traduit en français).
C'est la cinquième bataille de la guerre du Beleriand, qui eut lieu en 472 du Premier Âge et vit la victoire des forces de Morgoth.

## Déroulement de la bataille
Il existe deux versions légèrement différentes de la bataille, comme expliqué plus loin. Celle décrite ici est celle du Silmarillion.

### Fondation de l'Union de Maedhros
Après la seconde et la troisième des batailles du Beleriand, qui avaient été des victoires manifestes des ennemis de Morgoth, la quatrième fut une cuisante défaite : dans les deux décennies qui suivirent Dagor Bragollach, les Ñoldor perdirent le contrôle de toute la partie nord du Beleriand, et en furent réduits à défendre la région d'Hithlum et de tenir secrètes les forteresses d'Himring, de Nargothrond et Gondolin. Les grandes avancées de Beren et Lúthien dans la lutte contre Sauron, le renversement de la forteresse de Tol-in-Gaurhoth et la récupération d'un Silmaril de la couronne de Morgoth, ainsi que les victoires militaires de Thingol sur toutes les frontières du royaume de Doriath, donnèrent espoir aux Ñoldor que Morgoth pourrait encore être vaincu. En l'an 468 des Années du Soleil du Premier Âge, Maedhros, fils aîné de Fëanor, commença à élaborer une alliance pour attaquer la forteresse d'Angband, siège de Morgoth, et reprendre leurs terres. Tous les Elfes du Beleriand, ainsi que les Edain, les Nains, et les Orientaux nouvellement installés dans le pays, furent invités à s'associer dans l'Union de Maedhros contre Morgoth. 
Le serment de retrouver les Silmarils que Fëanor avait fait jurer à ses fils empêcha Maedhros de disposer de toute l'aide qu'il aurait souhaité. Orodreth, roi de Nargothrond, se refusait à suivre tout fils de Fëanor, en raison de ce qu'avaient fait Celegorm et Curufin, et tenait de plus à ce que sa forteresse restât secrète. Seul vint, et contre l'avis d'Orodreth, un détachement mené par Gwindor, fils de Guilin, qui voulait venger son frère Gelmir mort à Dagor Bragollach. Ils prirent le fanion de la maison de Fingolfin. Du royaume de Doriath, rien ne vint ou presque : malgré les conseils de Melian, Thingol trouvait les fils de Fëanor orgueilleux ; il était de plus désireux de garder son Silmaril. Celegorm et Curufin jurèrent de le tuer à leur retour ; Thingol renforça la défense de ses frontières. Seuls partirent Mablung et Beleg, qui refusaient de se tenir à l’écart de tels événements. Ils furent autorisés à partir à condition de se joindre à l'armée de Fingon.

### Préparation de la bataille
L'Union repoussa les Orques du Beleriand puis du Dorthonion, donnant l'alerte à Morgoth et lui permettant de se préparer ; puis, au milieu de l'été 472, l'Union lança l'assaut sur les montagnes du Thangorodrim où était située la forteresse d'Angband. Le plan de Maedhros était d'attaquer avec les troupes sous son commandement, et de faire sortir l'armée d'Angband en attaquant de front ; l'armée menée par Fingon attaquerait alors depuis les monts Ered Wethrin à l'ouest. Morgoth prit connaissance de ce plan de bataille par ses espions.
Dans les armées de l'Est se retrouvèrent les fils de Fëanor, les Elfes et les Hommes de Himring menés par Maedhros avec Maglor, les Elfes d'Amon Ereb menés par Caranthir, les Orientaux de Bór et Ulfang, et les Nains de Belegost ; dans celles de l'ouest, les Elfes et Hommes de Hithlum, les Elfes des Falas, le Peuple de Haleth venus de Brethil, et les quelques troupes envoyées par Nargothrond.
Morgoth avait un agent infiltré chez Maedhros, Uldor fils d'Ulfang, qui usa de fausses informations pour retarder l'armée de l'Est, et empêcha l'allumage du signal de coordination prévu sur le mont Dorthonion. Pour perturber encore davantage l'offensive elfe, Morgoth détacha une importante division d'Orques à l'ouest d'Angband avec ordre de provoquer les troupes de Fingon et d'obtenir une bataille prématurée.

### Piège de Morgoth
Les troupes elfes ne réagirent pas aux premières provocations, mais le capitaine orque amena un prisonnier, Gelmir frère de Gwindor, et le mutila devant les Elfes. Gwindor sonna alors la charge, et il fut rejoint par l'entière armée de Fingon. L'armée de Hithlum faillit faire échouer le plan de Morgoth, en détruisant toute son armée de l'ouest dans les plaines d'Anfauglith. Les Elfes chantent encore cette charge qui fut un immense désastre pour les Orques
Gwindor et sa petite compagnie menèrent la charge sur tous le chemin d'Eithel Sirion à Angband, et inquiétèrent Morgoth lorsqu'ils brisèrent les portes et tuèrent les gardes dans les escaliers. Cependant, les hommes entrés dans la forteresse furent encerclés et tous tués, à l'exception de Gwindor qui fut emprisonné. Fingon et son armée ne purent leur venir en aide, car Morgoth avait ordonné à son armée principale de sortir par de nombreuses issues cachées dans le Thangorodrim. Fingon subit de lourdes pertes, et son armée fut repoussée ; il ordonna bientôt la retraite générale vers Hithlum. De nombreux Hommes de Brethil tombèrent pendant la retraite, y compris leur chef Haldir. Pendant deux jours, l'armée de Fingon battit en retraite, mais elle fut encerclée le soir, et combattit toute la nuit.
Turgon avait empêché l'armée de Gondolin de se joindre à la première attaque, mais il vint en aide à son frère Fingon. Attaquant l'armée des Orques depuis le sud, la phalange des gardes de Turgon perça les lignes d'Angband, et l'armée de Turgon fit le lien avec celle de Fingon. La rencontre entre Turgon et Húrin, qui appuyait Fingon, fut un moment amical, au milieu de la bataille.

### Cœur de la bataille
Enfin, l'armée de l'Est de Maedhros arriva dans la bataille, faisant fuir de nombreux Orques. Mais à ce moment, les dernières réserves sortirent d'Angband : Glaurung et les autres dragons, empêchant les deux armées de se rejoindre. Uldor et une grande partie des Orientaux trahirent alors, et attaquèrent l'armée de l'Est de l'intérieur, atteignant presque la bannière de Maedhros avant d'être détruits. Et Uldor fut rejoint par d'autres Orientaux, qui se joignirent à la bataille contre Maedhros ; l'armée de l'Est, attaquée de trois côtés, fut détruite, non sans tuer tous les hommes qui l'attaquaient.
Les sept fils de Fëanor rejoignirent les Ñoldor et les Nains, avec lesquels ils arrivèrent à se frayer un chemin hors de la bataille en fuyant vers l'Est-Beleriand. Les Nains, qui étaient protégés par des cottes de mailles, arrivèrent à entourer Glaurung, qui se révéla sensible à leurs haches ; le dragon écrasa Azaghâl, le roi de Belegost, mais ce dernier réussit à poignarder l'animal qui s'enfuit vers Angband, accompagné des autres créatures de Morgoth. Dans une cérémonie solennelle, les Nains ramassèrent leur chef déchu, et, abandonnant la bataille, retournèrent chez eux avec son corps en chantant un hymne funèbre ; personne ne chercha à les arrêter.
L'armée de l'Est ayant été totalement vaincue, Fingon et Turgon se retrouvèrent encerclés et en infériorité numérique, à un contre trente. Le balrog Gothmog, haut-capitaine d'Angband, se fraya un chemin entre les deux chefs, isolant Fingon et forçant Turgon et son armée à battre en retraite vers les marais de Serech. Il se tourna alors vers Fingon, tua sa garde personnelle, et se battit en duel avec lui jusqu'à ce qu'un second balrog intervienne avec un fouet de feu ; Gothmog porta alors à Fingon un coup mortel à la tête. 

### Fuite des armées de l'Union
La bataille était alors complètement perdue, et Turgon en était réduit à maintenir une ligne défensive pour garder le col de Sirion. Húrin et Huor demandèrent retraite à Gondolin. Au cours de cette discussion, Huor prophétisa à Turgon que de Gondolin viendrait l'espoir pour les Hommes et les Elfes, et que de leurs deux maisons viendrait une nouvelle étoile, une référence à Eärendil. Huor, Húrin et les derniers Hommes de Dor-lómin reformèrent la garde, combattant désespérément et ne concédant du terrain que lentement, gagnant ainsi du temps pour que Turgon s’échappe avec les forces survivantes et autant d'Elfes de l'ancienne armée de Fingon que possible. Battant en retraite derrière les marais de Serech, les hommes de Dor-lómin se positionnèrent avec face aux marais, qui formèrent une défense naturelle, et dos à la rivière Rivil, avec l'intention de combattre jusqu'à la mort.
Les Hommes de Dor-lómin combattirent effectivement jusqu'à la mort. Vers la fin de l'après-midi, Huor fut tué d'une flèche empoisonnée dans l'œil, et tous furent achevés ; les Orques arrachèrent les têtes des corps et les empilèrent « comme un monticule d'or au coucher du soleil ». Finalement, Húrin fut le seul restant, et durant la dernière phase de la bataille il tua soixante-dix soldats de Morgoth. Mais Morgoth donna l'ordre que Húrin devait être pris vivant, et les Orques furent si nombreux qu'il finit par être coincé par leurs corps. La bataille se termina ainsi, et Gothmog le traîna jusqu'à Angband.

### Conclusions de la bataille
Cette dernière bataille du Beleriand fut la plus grande victoire guerrière de Morgoth. Après la bataille, il contrôlait Anfauglith, ainsi que Lothlann, Dorthonion et le col de la Sirion de manière presque certaine. À l'issue de la bataille, il gagna Hithlum, qu'il ordonna aux Orientaux d'occuper, sécurisant ainsi tout le Nord. En outre, son contrôle sur le Beleriand, autant à l'ouest (le col de la Sirion) qu'à l'est (le col d'Aglon et le val de Maglor) ne fit plus de doute. Peu de temps après, les Orques de Morgoth détruisirent Himring et les marches de l'Est, et l'année suivante Morgoth défit et détruisit les villes côtières de Falas. En quelques années, il réussit à contrôler presque tout le Beleriand, à l'exception de Nargothrond, Doriath et Gondolin ; et ces trois royaumes surent qu'ils ne pourraient lui résister, aussi se tournèrent-ils vers le secret et la discrétion. Ailleurs, les Nains des Montagnes Bleues survécurent, ainsi que les Elfes Verts de l'Ossiriand, et les quelques réfugiés de Falas qui joignirent l'île de Balar. 
Quant aux Hommes de la Maison de Hador, celle-ci entra en déclin. En effet, Morgoth condamna Húrin à rester assis sur un siège de pierre au sommet du Thangorodrim où le sombre Vala lança une malédiction sur la lignée de Húrin qui dû assister pendant 20 années à la déchéance de son fils Túrin. La Maison de Hador déclina à la suite de cette malédiction mais parvint à survivre pendant les siècles suivants pour finalement former le royaume de Númenor au début du Deuxième âge.
Morgoth trahit ses serviteurs, les Orientaux, en les séquestrant dans Hithlum sous peine de mort, et leur refusa les terres fertiles du Beleriand. Morgoth connaissait encore la peur, car Turgon avait survécu, était devenu Haut Roi des Ñoldor après la mort de Fingon à la bataille, et Morgoth ne connaissait pas encore l'emplacement de la cité de Gondolin. De plus, malgré sa victoire écrasante sur ses ennemis, ses armées avaient subi de très lourdes pertes, qu'il lui faudrait un certain temps pour combler.

## Forces dans la bataille
Forces d'Angband
- On estime qu'il y avait entre 330 000 et 500 000 unités. Il faut y ajouter les Hommes qui trahirent l'Union.
  - Avant-garde : 80 000 à 100 000 Orques. L'une des deux divisions d'Orques, de 40 000 à 50 000 unités, fut envoyée pour provoquer Fingon.
  - Centre : 150 000 à 300 000. Armée principale, trois à six divisions, chacune de 40 000 à 50 000 unités, envoyée pour arrêter Fingon après son attaque de l'avant-garde.
  - Réserve : 100 000 Orques et de nombreux auxiliaires. Deux à quatre divisions d'Orques, les Balrogs, des Trolls, des Dragons, les loups et leurs cavaliers.

- Pertes : plus de 200 000 unités

Forces de l'Union de Maedhros
Citées dans Mythlore :
- Armée de l'Ouest, commandée par Fingon : 42 500 à 56 000
  - Ñoldor de Hithlum : 15 000 à 20 000 Elfes
  - Hommes de Dor-lómin : 2 000 à 15 000 soldats de la maison de Hador
  - Sindar de Mithrim : 1 000 à 3 000 Elfes
  - Falas : 3 000 à 5 000 Elfes de Círdan
  - Nargothrond : 500 à 1 000 Elfes
  - Peuple de Brethil : 1 000 à 2 000 unités de Haleth
  - Gondolin: 10 000 Elfes

- Armée de l'Est, commandée par Maedhros : 42 500 (32 500) à 60 000 (45 000)
  - Fils de Fëanor : 12 000 à 15 000 Elfes
  - Hommes de Bór : 8 000 à 10 000 soldats
  - Hommes d'Ulfang : 10 000 à 15 000 soldats
  - Elfes sylvains (Laiquendi) : 2 500 à 5 000
  - Nains : 10 000 à 15 000

- Pertes : plus de 65 000

## Conception et création

### Historique de la rédaction
La bataille a, dès le début, été conçue par Tolkien pour être le point décisif de l'histoire des Ñoldor exilés. Dans la première version figure déjà l'arrivée retardée des fils de Fëanor, la fuite de Turgon, et la trahison des Hommes, hormis ceux fidèles à Úrin (Húrin), qui sont tous tués. Cependant, le lieu de la bataille est alors nommé « Vale of Fountains » (« val des Fontaines »), au lieu de « Valley of Weeping Waters » (« vallée des Eaux Pleurantes »), et c'est la seconde bataille plutôt que de la cinquième ; les trois batailles supplémentaires sont ajoutées par étapes, ainsi que les détails de la bataille.
Les quelques phrases en quenya, langue construite par Tolkien, ont été rédigées dans les années 1950 : le cri de Fingon (Utulie'n aure !), la réponse (Auta i lome !), et le cri d'Húrin (Aure entuluva !).

### Versions postérieures de la bataille
La version présentée dans cet article est celle décrite par Christopher Tolkien dans The War of the Jewels :  « The Grey Annals », qui sert aussi dans le Quenta Silmarillion. Mais lors de l'écriture du long Narn i Chîn Húrin, J. R. R. Tolkien a utilisé une version modifiée. Christopher Tolkien n'a pas intégré les changements de la nouvelle version dans Le Silmarillion, bien qu'il en ait utilisé certaines formulations et descriptions.
La différence principale est que Morgoth va beaucoup plus à l'encontre des Elfes dans la nouvelle version. L'ensemble des « machinations d'Uldor » qui retardent la marche de Maedhros est retiré, et Morgoth envoie une deuxième force pour répondre à Maedhros et l'empêcher de se joindre aux autres seigneurs Elfes. Cette version retire la déclaration presque explicite que les Elfes auraient gagné sans la trahison des Hommes. Christopher Tolkien n'a pas avancé d'hypothèses sur les raisons qui ont poussé son père à faire ces changements.

### Étymologie
Le nom a été tiré de la première phrase de la malédiction de Mandos : « Vous pleurerez des larmes sans nombres… », qui prophétisait le désastre à venir pour les Elfes et leurs alliés. La forme elfique Nírnaeth Arnoediad (prononcé  ˈniːrnae̯θ arˈnœdi.ad ; dans ce cas précis, le digraphe oe désigne une variante arrondie du son [ɛ], plus proche du « ö » allemand) vient du sindarin, l'une des langues construites créées par Tolkien, et se traduit par « Larmes Indénombrables » : nîn signifie « larme(s) », et le mot composé nírnaeth, « larmes de douleur » ; le préfixe ar- porte le sens d'« au-delà » et la racine nod- signifie « compter », avec un o infléchi en œ à cause du i qui suit. J. R. R. Tolkien a souvent oublié l'accent sur la première voyelle (par précipitation ou négligence), et cette orthographe a été introduite dans Le Silmarillion publié par Christopher Tolkien ; dans l'éditorial de The War of the Jewels édité par la suite, il utilise la forme accentuée.
La traduction en elfique du nom a été l'une des plus changeantes dans les travaux de Tolkien. À l'origine, c'était Nínin-Udathriol, avec pour équivalent quenya Nieriltasinwa ; Tolkien a ensuite essayé, avec les mêmes racines, plusieurs types de préfixes négatifs : Nínin Unothradin, Nirnaith Únoth, N. Ornoth, N. Irnoth, N. Dirnoth avant de s'arrêter sur Nírnaeth Arnediad. Le second nom s'écrit plus communément Arnoediad pour s'adapter aux changements de prononciation qui ont eu lieu au cours du temps, lorsque le son [œ] est devenu [ɛ].

### Influences
Tolkien a survécu en 1916 à la bataille de la Somme, dans laquelle la couronne britannique a subi la perte de plus de 200 000 soldats, en raison de sa méconnaissance des techniques de l'Empire allemand. Tolkien a cependant démenti que ses écrits contiennent une référence à la Première Guerre mondiale. Si l'on devait cependant voir une influence, ce serait la dénomination des conflits en « batailles », alors qu'on parlerait plus aujourd'hui d'« offensive ».

## Adaptations
La Nírnaeth Arnoediad a inspiré les dessinateurs, comme Felix Sotomayor, Jenny Dolfen ou Ted Nasmith, qui dessine Rían pleurant la mort de Huor au Haudh-en-Ndengin.